# Сільвія Коллока
Сільвія Коллока (англ. Silvia Colloca; 23 липня 1977, Мілан) — італійсько-американська акторка, оперна співачка, телеведуча та модель. Володарка тембру голосу меццо-сопрано, авторка кулінарних книг і ведуча телевізійних кулінарних шоу. Видала шість кулінарних книг. 

## Біографія
Народилася 23 липня 1977 в Мілані, Італія. 
Прославилася роллю нареченої Дракули Верони у фільмі «Ван Хельсинг».
2006 року знялася в бойовику «Детонатор», 2007 року — у комедії «Вбивці вампірок-лесбійок». 
У 2015 році була номінована на премію «Logie Awards» у категорії «Graham Kennedy Award for Most Outstanding New Talent» за створення власного кулінарного шоу «Зроблено в Італії із Сільвією Коллокою».

## Особисте життя
25 вересня 2004 одружилася з австралійським актором Річардом Роксбургом у Тоскані (область Італії). 10 лютого 2007 року народила сина Рафаеля Джека Доменіко Роксбурга, 1 жовтня 2010 сина Майру Джанні Девіда Роксбурга, 21 квітня 2017 року — дочку Луну Роксбург.

## Фільмографія
- 2006 — «Детонатор» — Надя Комінскі

## Джерело
- Сторінка в інтернеті

1. ↑  Person Profile // Internet Movie Database — 1990.